# Natnael Berhane
Natnael Teweldemedhin Berhane (ur. 5 stycznia 1991 w Asmarze) – erytrejski kolarz szosowy.

## Osiągnięcia
2010
- 1. miejsce w Tour of Eritrea
  - 1. miejsce na 2. etapie
- 2. miejsce w Tour du Rwanda
  - 1. miejsce na 7. etapie
- 3. miejsce w mistrzostwach Afryki (do lat 23, start wspólny)

2011
- 1. miejsce na 6. etapie La Tropicale Amissa Bongo
- 1. miejsce w mistrzostwach Afryki (start wspólny)
- 1. miejsce w mistrzostwach Afryki (jazda druż. na czas)
- 1. miejsce w mistrzostwach Afryki (do lat 23, start wspólny)
- 3. miejsce w Tour d’Algérie
  - 1. miejsce na 1. etapie

2012
- 1. miejsce w mistrzostwach Afryki (start wspólny)
- 1. miejsce w mistrzostwach Afryki (jazda druż. na czas)
- 1. miejsce w mistrzostwach Afryki (do lat 23, start wspólny)
- 1. miejsce w Tour d’Algérie
  - 1. miejsce na 3. etapie

2013
- 1. miejsce w Presidential Cycling Tour of Turkey
  - 1. miejsce na 3. etapie
- 1. miejsce w mistrzostwach Afryki (jazda druż. na czas)

2014
- 1. miejsce w La Tropicale Amissa Bongo
- 1. miejsce w mistrzostwach Erytrei (jazda ind. na czas)
- 5. miejsce w Tour du Finistère

2015
- 5. miejsce w Österreich-Rundfahrt
- 7. miejsce w Tour of Utah
- 1. miejsce w mistrzostwach Erytrei (start wspólny)
- 1. miejsce w mistrzostwach Afryki (jazda druż. na czas)

2016
- 3. miejsce na 4. etapie Tirreno-Adriático

## Rankingi
| Rok              | 2010 | 2011 | 2012  | 2013 | 2014 | 2015 | 2016 | 2017  | 2018  | 2019 | 2020  | 2021 | 2022  | 2023 | 2024 |
| ---------------- | ---- | ---- | ----- | ---- | ---- | ---- | ---- | ----- | ----- | ---- | ----- | ---- | ----- | ---- | ---- |
| UCI World Tour   |      |      |       |      | -    |      | 205. | 301.  | 212.  |      |       |      |       |      |      |
| World Ranking    |      |      |       |      |      |      | 452. | 1008. | 802.  | 270. | 1703. | -    | 2511. | 507. | -    |
| UCI Europe Tour  | -    | -    | 1141. | 91.  |      | 403. | 864. | -     | 1381. |      |       |      |       |      |      |
| UCI Asia Tour    | -    | -    | -     | -    |      | 322. | 130. | -     | 513.  |      |       |      |       |      |      |
| UCI America Tour | -    | -    | -     | -    |      | 88.  | -    | -     | -     |      |       |      |       |      |      |
| UCI Africa Tour  | 12.  | 10.  | 6.    | 11.  |      | 34.  | -    | 103.  | -     | 9.   | 70.   | -    | 152.  | 18.  | 26.  |
|                  |      |      |       |      |      |      |      |       |       |      |       |      |       |      |      |
| Źródło: UCI      |      |      |       |      |      |      |      |       |       |      |       |      |       |      |      |